# Spoor (geslacht)
Spoor is een uit Friesland afkomstig geslacht dat voornamelijk toneelspelers en musici voortbracht.

## Geschiedenis
De stamreeks begint met Daniel Jans die omstreeks 1600 werd geboren, te Wirdum woonde in de grietenij van Leeuwarderadeel en na 31 oktober 1637 overleed. Een nazaat, Hendrik Jalkes (1775-1810), schipper, komt als eerste van het geslacht voor met de familienaam Spoor waarna al zijn nakomelingen de naam Spoor gaan voeren.

## Enkele telgen
Gerardus Jalkes Spoor (1803-1868), zeilmaker
- Cornelis Roelofs Hendrik Spoor (1826-1896), toneelspeler, regisseur, letterkundige
  - Henriette Mathilde Spoor (1860-1928); trouwde in 1886 met Guillaume Gérard Corneille Ruijs (1860-1907), toneelspeler
  - Sophia Catharina Spoor (1866-1934), concertzangeres
  - Cornelis Rudolf Hendrik Spoor (1867-1928), kunstschilder, criticus, musicus
    - Michiel Spoor (1909-1978), adjunct-personeelschef
      - Rudolf Michiel Spoor (1938-2024), televisieregisseur

  - Josephina Louisa Spoor (1868-1961), toneelspeelster en voordrachtkunstenares; trouwde in 1894 met dr. Willem Cornelis Royaards (1867-1929), toneelregisseur
  - Hendrik Gerard Adriaan Simon (Henri) Spoor (1869-1912), toneelspeler; trouwde in 1911 Cientje Cohen (1863-1944), toneelspeelster onder de naam Cécile Carelsen, vermoord in Theresienstadt
  - Maurits Frederik Spoor (1877-1951), toonkunstenaar, fluitleraar
    - Willem Jan Spoor (1927-2014), acteur en theatermaker
- Simon Hendrik Spoor (1843-1896), toneelspeler, zanger; trouwde in 1867 met Maria Sophia Petronella van Gijtenbeek (1848-1929), danseres, toneelspeelster, zangeres
  - Andreas Petrus Spoor (1867-1929), concertviolist, dirigent, concertmeester Concertgebouworkest
    - Simon Hendrik Spoor (1902-1949), generaal, musicus
      - André Simon Spoor (1931-2012), journalist
        - Hendrickje Spoor (1963), schrijfster; trouwde in 1993 met filosoof prof. dr. Herman Philipse (1951)